# スリーポケッツ
スリーポケッツ（すりーぽけっつ）は、日本のお笑いトリオ。

## メンバー
- 谷幹一 (左) （生年月日:1932年11月21日 - 没年月日:2007年6月25日（74歳没））
- 渥美清 (中央) （生年月日:1928年3月10日 - 没年月日:1996年8月4日（68歳没））
- 関敬六 (右) （生年月日:1928年3月25日 - 没年月日:2006年8月23日（78歳没））
- 海野かつを（渥美脱退後） (中央) （生年月日:1932年4月29日（92歳） - ）

## 概要
- 1959年に、浅草のストリップ小屋「フランス座」時代からの盟友であった渥美・谷・関の3人によって結成されたお笑いトリオである。昭和30年代、脱線トリオと人気を二分した。しかし、笑いの方向性の違いから渥美が脱退。渥美の後には海野が加入したが、その後トリオは発展的に解消された。もっとも、渥美と他のメンバーは解散後も親交が深く、関はその縁で「男はつらいよ」によく出演していた。
- 渥美、関、谷の死により、結成当時からのオリジナルメンバーは居なくなった。

## 主な出演
- お笑いアンデパンダン